# 高等遊民
高等遊民，是日本明治時代至昭和初期大學畢業後沒就業學生的稱呼，他們以閱讀為主要活動，政府認為他們無所事事，容易接觸自然主義、社會主義、無政府主義等思想。
此概念時常被作為文學作品的題材，例如在夏目漱石作品中時常被取用，《從此以後》的長井代助，或是《心》的先生，也像川端康成の《雪國》的主角之角色設定。最終在昭和初期，因中日戰爭和一系列對外戰爭帶來的戰爭景氣和國家總動員法實行，就職困難開始解決。

## 相關項目
- 遊民
- 尼特族
- 高學歷難民
- 約會～戀愛為何物～